# Tillandsia calothyrsus
Espèce
Classification phylogénétique
Tillandsia calothyrsus est une espèce de plantes, de la famille des Bromeliaceae, endémique du sud-ouest du Mexique. L'épithète calothyrsus signifie « à beau thyrse » et se rapporte à l'aspect et à la typologie de l'inflorescence (un thyrse est une grappe de cymes). Il s'agit ici d'un substantif utilisé adjectivement, qui ne doit donc pas être corrigé en « calothyrsa ».

## Protologue et type nomenclatural
- Tillandsia calothyrsus Mez in C.DC., in Monogr. Phan. 9: 704, n° 46 (1896)

Diagnose originale
« foliis rosulatis, utrinque dense lepidibus orbicularibus, subadpressis tessellatis; inflorescentia amplissima thyrsoidea ; bracteis primariis (laminis inferiorum neglectis) quam spicae flabellatae, +/- 8-florae brevioribus ; bracteis florigeris dense imbricatis dorso tenuiter lepidotis laevibus, apice sueto obtusiusculis, sepala aequantibus ; floribus erectis ; sepalis antico libero posticis usque ad 20 mm. connatis ; petalis tubulose erectis; stylo perlongo. »
Type :
- leg. W.F. Karwinsky, s.n. ; « Mexico, prope Guayimapo »[1] ; Lectotypus M (Herb. Monac. / Bot. St.-Saml. München) Nb : Mez cite un seul spécimen de Karwinsky, donc apparemment un holotype mais l’incertitude sur plusieurs spécimens explique cette lectotypification.
- leg. W.F. Karwinsky, s.n. ; « Mexico » ; Isotypus B (B 10 0243361)
- leg. W.F. Karwinsky, s.n. ; « Mexico » ; Typus (fragm. ex M) GH (Gray Herbarium) (GH 29358)
- Syntypus (2 tab.) M (Herb. Monac. / Bot. St.-Saml. München)

## Synonymie
- Tillandsia rettigiana Mez (d'après Gardner[2] )

Il ne faut pas confondre ou mettre en synonymie nomenclaturale Tillandsia calothyrsus Mez avec Guzmania calothyrsus Mez, publiée par le même auteur dans le même document [in C.DC., Monogr. Phan. 9: 910, n°13 (1896) ], plantes différentes bien qu'appartenant à des genres voisins.

## Distribution et habitat
L'espèce se rencontre dans les forêts du sud-ouest du Mexique à 2 100 mètres d'altitude.

## Description
Tillandsia rettigiana est une plante herbacée en rosette acaule monocarpique vivace par ses rejets latéraux et épiphyte.